# Cauverville-en-Roumois

Cauverville-en-Roumois este o comună în departamentul Eure, Franța. În 2009 avea o populație de 202 de locuitori.